# Колголемо
Колголемо — деревня в Пашском сельском поселении Волховского района Ленинградской области.

## История
Сельцо Колголемо упоминается в переписи 1710 года в Рождественском Пашском погосте Заонежской половины Обонежской пятины.
На карте Санкт-Петербургской губернии Ф. Ф. Шуберта 1834 года обозначено село Колголема, состоящее из 84 крестьянских дворов.

КОЛГОЛЕМА — село принадлежит полковнику Зотову, князьям Мышецким и графине Хвостовой, число жителей по ревизии: 260 м. п., 270 ж. п.

В оном церковь деревянная во имя Святого Иоанна Богослова. (1838 год)
Село Колголема из 82 дворов отмечено на карте Ф. Ф. Шуберта 1844 года.

КОЛЧОЛЕМА — село гвардии ротмистра Зотова и графини Хвостовой, по просёлочной дороге, число дворов — 50, число душ — 229 м. п. (1856 год)

КОЛГОЛЕМА — село владельческое при реке Паше, число дворов — 48, число жителей: 147 м. п., 147 ж. п.

Церковь православная. Обывательская станция (1862 год)

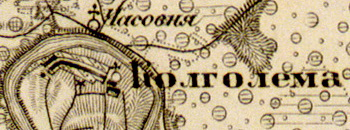
Деревня Колголемо на карте 1863 года

Согласно карте из «Исторического атласа Санкт-Петербургской Губернии» 1863 года село называлось Колголема.
В 1864 году временнообязанные крестьяне села выкупили свои земельные наделы у Е. С. Путятиной и стали собственниками земли.
В 1865 году временнообязанные крестьяне выкупили свои земельные наделы у З. К. Зотова.
Сборник Центрального статистического комитета описывал его так:

КОЛГЕМА (КОЛГОММА) — село бывшее владельческое при реке Паше, дворов — 50, жителей — 258;
 2 церкви православных, школа, 3 лавки, постоялый двор. (1885 год)

Согласно материалам по статистике народного хозяйства Новоладожского уезда 1891 года одно из имений при селении Колголема площадью 2751 десятина принадлежало наследной княгине Е. С. Путятиной, второе имение принадлежало родственникам ротмистра Ф. А. Зотова, имения были приобретены до 1868 года.
Согласно епархиальным сведениям 1899 года церковь Святого Иоанна Милостивого (Богоявления Господня) в селе Колголема являлось центром православного прихода, куда входили 13 окрестных деревень.
В конце XIX — начале XX века село административно относилось к Николаевщинской волости 3-го стана Новоладожского уезда Санкт-Петербургской губернии.
По данным «Памятной книжки Санкт-Петербургской губернии» за 1905 год село называлось Колголема (Колгомма). Земли села Колголема принадлежали: бельгийскому подданному Леону Губерту — 2703 десятины, крестьянину Тихвинского уезда Зиновию Григорьеву 680 десятин, крестьянину Доможировской волости Михаилу Михайловичу Басину — 411 десятин, гвардии поручику Владимиру Владимировичу Ушакову — 640 десятин.
С 1917 по 1923 год село Колголема входило в состав Колголемского сельсовета Николаевщинской волости Новоладожского уезда.
С 1923 года в составе Пашской волости Волховского уезда.
С 1924 года в составе Рыбежского сельсовета.
С 1926 года в составе Николаевщинского сельсовета.
С 1927 года в составе Пашского района.
По данным 1933 года село называлось Колголема и входило в состав Николаевщинского сельсовета Пашского района.

Деревня Колголемо на карте 1940 года

С 1955 года в составе Новоладожского района.
В 1958 году население деревни Колголема составляло 110 человек.
С 1963 года в составе Волховского района.
По данным 1966 и 1973 годов деревня Колголемо также входила в состав Николаевщинского сельсовета Волховского района.
По данным 1990 года деревня Колголемо входила в состав Рыбежского сельсовета Волховского района.
В 1997 году в деревне Колголемо Рыбежской волости проживали 36 человек, в 2002 году — 43 человека (русские — 96 %).
В 2007 году в деревне Колголемо Пашского СП — 30, в 2010 году — 22 человека.

## География
Деревня расположена в северо-восточной части района близ автодороги 41К-021 (Паша — Часовенское — Кайвакса).
Расстояние до административного центра поселения — 19 км.
Расстояние до ближайшей железнодорожной станции Паша — 20,5 км.
Деревня находится на левом берегу реки Паша.

## Демография
| 1838 | 1862 | 1885 | 1997 | 2002 | 2007 | 2010 |
| ---- | ---- | ---- | ---- | ---- | ---- | ---- |
| 530  | ↘294 | ↘258 | ↘36  | ↗43  | ↘30  | ↘22  |
| 2012 | 2017 |      |      |      |      |      |
| →22  | ↗26  |      |      |      |      |      |

### Национальный состав
Согласно данным Всероссийской переписи населения 2021 года в деревне проживали 17 человек, из них:
 русские — 15 человек, остальные национальность не указали.

## Археология
Близ деревни Колголемо на реке Паше был найден крупный клад, датируемый второй половиной XI века. В бронзовом котле находилось 5,5—6 тысяч западноевропейских денариев.

## Известные уроженцы
- Максим Владимирович Ушаков-Поскочин (1893—1943) — художник-график, плакатист, иллюстратор, карикатурист, художник театра